# علاقات الأرجنتين الخارجية

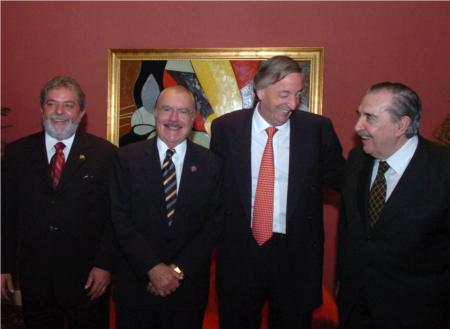

تتناول هذه المقالة الشؤون الدبلوماسية والسياسة الخارجية والعلاقات الدولية للأرجنتين. تتعامل وزارة العلاقات الخارجية الخاضعة لأوامر الرئيس سياسيًا مع هذه المجالات بشكل رسمي. عُيِّن المستشار فيليب سولا وزيرًا للعلاقات الخارجية منذ ديسمبر عام 2019.

## الحرب الباردة
قادت الحرب الباردة في مراحلها الأولى كدليل بعد الحرب العالمية الثانية إدارة خوان بيرون الجديدة لاستنتاج حرب عالمية ثالثة قادمة. أعاد بيرون العلاقات الدبلوماسية مع الاتحاد السوفيتي، ووضح اتخاذه موقف «الطرف الخارجي» كمبدأ له في السياسة الخارجية في عام 1949 متأملًا بذلك تجنب الاحتكاك مع أي من القوى العظمى، وفتح الباب لمبيعات الحبوب للسوفييت الذين يعانون من نقص دائم. أخذ حل النزاع حيز المخاطرة مرة أخرى عندما بدأ الرئيس آرتورو فرونديزي المفاوضات بين الرئيس الأمريكي جون إف. كينيدي والممثل الكوبي إرنستو تشي جيفارا خلال قمة نصف الكرة الغربي في أوروغواي في أغسطس عام 1961، وذلك على الرغم من استمرار المخاوف التجارية في الهيمنة على السياسة الخارجية.
اتبع فرونديزي هذه التبادلات مع مناقشات خاصة مع تشي غيفارا في بوينس آيرس، وهي خطوة خاطئة أدت إلى معارضة الجيش الأرجنتيني لمزيد من المحادثات. طُردت كوبا في نهاية المطاف من منظمة الدول الأمريكية في يناير عام 1962، وأجبر الجيش فرونديزي على الاستقالة في شهر مارس. أظهر هذا الجهد، على الرغم من أنه كان غير مثمر، جرأة من جانب فرونديزي، والذي وصفه الرئيس كينيدي بأنه «رجل صعب حقًا».

### حل النزاعات السابقة
توترت علاقات الأرجنتين مع جارتها تشيلي، على الرغم من كونها علاقات ودية بشكل عام، بسبب النزاعات الإقليمية، التي حدث معظمها على طول الحدود المشتركة الجبلية، منذ القرن التاسع عشر.
قصفت البحرية الأرجنتينية منارة تشيلية خلال حادثة سنايب في عام 1958. قتل جهاز الدرك الأرجنتيني الملازم التشيلي هيرنان ميرينو كوريا، عضو في جهاز الدرك التشيلي، في حادثة بحيرة الصحراء في 6 نوفمبر عام 1965.
ألغت الديكتاتورية الأرجنتينية العدوانية في عام 1978 تحكيم قناة بيغل الإلزامي، وبدأت عملية سوبيرانيا لغزو تشيلي لكنها أُحبِطت بعد ذلك بساعات قليلة لأسباب عسكرية وسياسية. حُلَّ النزاع بعد هزيمة الأرجنتين في جزر فوكلاند عن طريق وساطة بابوية في نزاع بيغل من قبل البابا يوحنا بولس الثاني، وعلى شكل معاهدة السلام والصداقة لعام 1984 بين تشيلي والأرجنتين، إذ مُنحت الجزر لتشيلي ومعظم المنطقة الاقتصادية الخالصة للأرجنتين، وحُلَّت النزاعات الحدودية الأخرى مع تشيلي منذ ذلك الحين عن طريق المفاوضات الدبلوماسية.
غزت الديكتاتورية العسكرية في الأرجنتين واحتلت جزر فوكلاند الخاضعة للسيطرة البريطانية والأرخبيل المجاور في 2 أبريل عام 1982، وذلك بعد حوالي عشرين عامًا من المفاوضات المتقطعة مع المملكة المتحدة، فأدى ذلك إلى نشوب حرب الفوكلاند. استمرت الحرب لمدة 74 يومًا فقط، ولكنها أودت بحياة حوالي ألف شخص من القوات الأرجنتينية والبريطانية بالإضافة إلى ثلاثة من سكان جزر فوكلاند، وأدت إلى عودة الجزر تحت الإدارة البريطانية في 14 يونيو عام 1982، فأدى ذلك إلى توجيه ضربة مهينة إلى الديكتاتورية، وفتح باب الأرجنتين للديمقراطية بشكل غير مقصود.
تحسنت العلاقات مع تشيلي والمملكة المتحدة والمجتمع الدولي بشكل عام منذ عودة الحكم المدني إلى الأرجنتين في عام 1983، واستبعد المسؤولون الأرجنتينيون منذ ذلك الحين تفسير سياسات البلدان المجاورة على أنها مصدر لأي تهديد محتمل، ولكن بقيت الأرجنتين فاقدة لثقة الطبقة السياسية التشيلية الكاملة.
ذكر ميشيل موريس أن الأرجنتين استخدمت التهديدات والقوة لمتابعة ادعاءاتها ضد تشيلي وبريطانيا العظمى، ويبدو أن بعض الأعمال العدائية أو الأحداث المسلحة قد نتجت عن قادة محليين متحمسين.

### رئاسة منعم
أعادت الأرجنتين العلاقات الدبلوماسية مع المملكة المتحدة، وطورت شراكة قوية مع الولايات المتحدة في وقت مبكر من حكم الرئيس كارلوس منعم (1989-1999). تركت الأرجنتين في هذا الوقت حركة عدم الانحياز وتبنت سياسة «الانحياز التلقائي» مع الولايات المتحدة. قال وزير خارجية حكومة منعم، غيدو دي تيلا في عام 1990، عن التحالف الأرجنتيني الأمريكي بأنه «علاقة متلاحمة».
كانت الأرجنتين الدولة الوحيدة في أمريكا اللاتينية التي شاركت في حرب الخليج عام 1991 وجميع مراحل عملية هايتي. ساهمت في عمليات الأمم المتحدة لحفظ السلام في جميع أنحاء العالم، فعمل الجنود والمهندسون والشرطة الأرجنتينية والدرك في السلفادور-هندوراس-نيكاراغوا (حيث نُشِرت زوارق دورية بحرية مطلية باللون الأبيض)، وغواتيمالا، وإكوادور-بيرو، والصحراء الغربية، وأنغولا، والكويت، وقبرص، وكرواتيا، وكوسوفو، والبوسنة وتيمور الشرقية.
عين الرئيس الأمريكي بيل كلينتون الأرجنتين حليفًا رئيسيًا من خارج الناتو في يناير عام 1998 اعترافًا بمساهماتها في الأمن الدولي وحفظ السلام. يتمتع الأرجنتين، إلى جانب البرازيل فقط في أمريكا اللاتينية، بهذا التمييز.
دعمت الأرجنتين سياسات الولايات المتحدة ومقترحاتها في الأمم المتحدة، ومن بينها إدانات كوبا لمسألة حقوق الإنسان ومكافحة الإرهاب الدولي والاتجار بالمخدرات. استضافت الأرجنتين مؤتمر الأمم المتحدة بشأن التغير المناخي في نوفمبر عام 1998، وفي أكتوبر عام 1999 في برلين، فأصبحت بذلك واحدة من أولى الدول في العالم التي اعتمدت هدفًا طوعيًا لانبعاثات الغازات الدفيئة.
أصبحت الأرجنتين من أبرز المؤيدين للجهود المبذولة لعدم انتشار الأسلحة النووية في جميع أنحاء العالم. حاولت الأرجنتين تطوير أسلحة نووية خلال الدكتاتورية العسكرية في عام 1976، ولكنها ألغت المشروع بعودة الحكم الديمقراطي في عام 1983، وأصبحت من أقوى المؤيدين للجهود المبذولة لعدم انتشار الأسلحة النووية والاستخدام السلمي للتكنولوجيات النووية.
تحولت الأرجنتين أيضًا منذ عودة الديمقراطية إلى مؤيد قوي لتعزيز الاستقرار الإقليمي في أمريكا الجنوبية، فأنعشت البلاد علاقتها مع البرازيل، وسوَّت الخلافات الحدودية العالقة مع تشيلي خلال التسعينيات (بعد التوقيع على معاهدة السلام والصداقة لعام 1984 بين تشيلي والأرجنتين)، وثبطت عمليات الاستحواذ العسكرية في الإكوادور وباراغواي، وعملت مع الولايات المتحدة والبرازيل وتشيلي واحدة من الدول الضامنة الأربعة لعملية السلام بين الإكوادور وبيرو. تضررت سمعة الأرجنتين كوسيط عندما اتُّهم الرئيس منعم وبعض أعضاء حكومته بالموافقة على البيع غير المشروع للأسلحة إلى الإكوادور وكرواتيا.
ذهب الرئيس منعم بزيارة دولة إلى المملكة المتحدة في عام 1998، وردّها أمير ويلز بزيارة للأرجنتين. اتفق البلدان على إعادة السفر إلى جزر فوكلاند إلى حالته الطبيعية من البر الرئيسي واستئنافا الرحلات الجوية المباشرة في عام 1999.
كانت الأرجنتين مؤيدًا متحمسًا لعملية قمة الأمريكتين في التسعينيات، وترأست مبادرة اتفاقية التجارة الحرة للأمريكتين.

### رئاسة كيرشنير
علّقت الأرجنتين سياسة الانحياز التلقائي مع الولايات المتحدة خلال فترة الرئيس نيستور كيرشنر بدءًا من عام 2003 وما بعد، وتقرّبت من دول أمريكا اللاتينية الأخرى. توقفت الأرجنتين عن دعم قرار لجنة الأمم المتحدة لحقوق الإنسان الذي ينتقد «حالة حقوق الإنسان في كوبا»، ودعت حكومة كوبا إلى «الالتزام بالمعايير الدولية لحقوق الإنسان»، ولكنها اختارت الامتناع عن التصويت بدلًا من ذلك. دعمت الأرجنتين، مثل جميع دول الميركوسور، ترشيح فنزويلا (عضو الميركوسور) على غواتيمالا لشغل مقعد غير دائم في مجلس الأمن في انتخابات مجلس الأمن الدولي لعام 2006.
أصبحت ميركوسور جزءًا أساسيًا من السياسة الخارجية الأرجنتينية بهدف تشكيل كتلة تجارية في أمريكا اللاتينية. اختارت الأرجنتين تشكيل كتلة مع البرازيل عندما تعلق الأمر بالمفاوضات الخارجية، وذلك على الرغم من أن التباينات الاقتصادية بين أكبر دولتين في أمريكا الجنوبية أنتجت توترات في بعض الأحيان.
استضافت مدينة مار دل بلاتا القمة الرابعة للأمريكتين بين 4 و5 نوفمبر عام 2005. ركز معظم النقاش على اتفاقية التجارة الحرة بين الأمريكتين، وذلك على الرغم من تجسد المواضيع المطروحة بالبطالة والفقر. كانت القمة فاشلة في هذا الصدد، ولكنها مثّلت انقسامًا واضحًا بين دول ميركوسور، بالإضافة إلى فنزويلا، وأنصار اتفاقية التجارة الحرة بين الأمريكتين بقيادة الولايات المتحدة والمكسيك وكندا. توقفت مفاوضات اتفاقية التجارة الحرة بين الأمريكتين بصورة فعالة على الأقل حتى اختتام جولة الدوحة لمحادثات التجارة العالمية لعام 2006.
تولت الأرجنتين مرة أخرى المقعد غير الدائم لمدة عامين في مجلس الأمن التابع للأمم المتحدة في عام 2005. دخلت الأرجنتين في 294 اتفاقية ثنائية اعتبارًا من عام 2007 خلال فترة السنوات الأربع تقريبًا من حكم كيرشنر، بما في ذلك 39 اتفاقية مع فنزويلا، و37 مع تشيلي، و30 مع بوليفيا، و21 مع البرازيل، و12 مع الصين، و10 مع ألمانيا، و9 مع الولايات المتحدة وإيطاليا، و7 مع كوبا، وباراغواي وإسبانيا، وروسيا.

### رئاسة ماكري
بدأ ماوريسيو ماكري ولايته بسلسلة من أهداف السياسة الخارجية. أولًا، إعادة تنشيط العلاقات الثنائية مع الولايات المتحدة وأوروبا. ثانيًا، مراجعة أسس ميركوسور وتقييم بدائل تنطوي على المزيد من التجارة الحرة (إلى جانب البرازيل). ثالثًا، العودة إلى سعر صرف واحد، والسماح بإنعاش صادرات السلع الأساسية وجذب الاستثمار الأجنبي المباشر. سيعتمد تحقيق هذه الأهداف على نمو التطورات المحلية (مصير الكيرشنيرية) والإقليمية (مصير حزب العمال البرازيلي).